# Попов, Пётр Иванович
Пётр Ива́нович Попо́в (1852 — не раньше 1916) — крестьянин, депутат Государственной думы Российской империи I созыва от Оренбургской губернии.

## Биография
Православный по вероисповеданию. Из крестьян Челябинского уезда Оренбургской губернии. Образование начальное. Был волостным старшиной. Занимался земледелием и мелкой торговлей. Беспартийный.
20 апреля 1906 года избран в Государственную думу I созыва от съезда уполномоченных от волостей Оренбургской губернии. Состоял во фракции Партии мирного обновления. По взглядам на земельный вопрос оказался левее даже конституционных демократов, а именно был сторонником «чёрного передела» земли. Членом думских комиссии не был, в думе не выступал.
Дальнейшая судьба и дата смерти неизвестны.